# 立川統括センター
立川統括センター（たちかわとうかつセンター）は、東日本旅客鉄道（JR東日本）八王子支社の駅・運転士・車掌を所管する組織である。
2024年3月16日に立川営業統括センター、立川運転区、立川車掌区を統合して発足。2025年3月15日に三鷹営業統括センターを更に統合し、南武線の一部、武蔵野線の一部を武蔵野統括センターに移管する。

## 所管

### 駅
- 立川駅 - 所長所在駅
- 吉祥寺駅★
- 三鷹駅
- 武蔵境駅＊
- 東小金井駅＊
- 武蔵小金井駅
- 国分寺駅
- 西国分寺駅＊
- 国立駅＊
- 立川駅
- 谷保駅★
- 矢川駅★
- 西国立駅★
- 西立川駅★

★: JR東日本ステーションサービスに業務委託　＊: JR中央線コミュニティデザインに業務委託

### 運輸
- 立川駅近傍に設置
- 担当線区（運転士・旧立川運転区）
  - 中央本線：東京駅〜高尾駅間（御茶ノ水駅〜三鷹駅間は急行線のみ担当。211系で運転される普通列車は担当しない）
  - 青梅線　：全線
  - 五日市線：全線
  - 特急列車：あずさ（1本のみ八王子〜新宿間を担当）
- 担当線区（車掌・旧立川車掌区）
  - 中央本線：東京駅〜大月駅間（御茶ノ水駅〜三鷹駅間は急行線のみ担当。211系で運転される普通列車は担当しない。高尾駅～大月駅間は臨時の富士回遊号のみ担当。）
  - 青梅線　：立川駅～青梅駅間
  - 五日市線：全線
  - 武蔵野線：国立駅～西浦和駅～与野駅間（むさしの号のみ）
  - 東北本線：与野駅～大宮駅間（むさしの号のみ）

## 歴史
- 2022年3月12日 - 立川営業統括センター（立川、府中本町、東所沢各駅の統合）・三鷹営業統括センター（三鷹、武蔵小金井、国分寺各駅の統合）が発足。
- 2024年3月16日 - 立川営業統括センターに、立川運転区、立川車掌区を統合し、立川統括センター発足。立川営業統括センター、立川運転区、立川車掌区を廃止する。
- 2025年3月15日 - 立川統括センターに、三鷹営業統括センターを更に統合する。南武線の一部（府中本町）、武蔵野線の一部（東所沢）を武蔵野統括センターに移管する。三鷹営業統括センターを廃止する。

## 拝島営業統括センター
拝島営業統括センター（はいじまえいぎょうとうかつセンター）は、東日本旅客鉄道（JR東日本）八王子支社の駅を所管する組織である。
2022年3月12日に拝島、青梅、奥多摩、高麗川の各駅を統合して発足。

### 所管

#### 駅
- 拝島駅 - 所長所在駅
- 東中神駅★
- 中神駅★
- 昭島駅★
- 牛浜駅★
- 福生駅★
- 羽村駅★
- 小作駅★
- 河辺駅★
- 東青梅駅★
- 青梅駅
- 宮ノ平駅☆
- 日向和田駅☆
- 石神前駅☆
- 二俣尾駅☆
- 軍畑駅☆
- 沢井駅☆
- 御嶽駅☆
- 川井駅☆
- 古里駅 (東京都)☆
- 鳩ノ巣駅☆
- 白丸駅 (東京都)☆
- 奥多摩駅
- 熊川駅☆
- 東秋留駅★
- 秋川駅★
- 武蔵引田駅★
- 武蔵増戸駅★
- 武蔵五日市駅★
- 東福生駅☆
- 箱根ケ崎駅★
- 金子駅★
- 東飯能駅★
- 高麗川駅

★: JR東日本ステーションサービスに業務委託　☆: 無人駅

### 歴史
- 2022年3月12日 - 拝島営業統括センター（拝島、青梅、奥多摩、高麗川の各駅の統合）が発足。

| スタブアイコン | サブスタブ | この項目は、まだ閲覧者の調べものの参照としては役立たない、鉄道に関連した書きかけの項目です。この項目を加筆・訂正などしてくださる協力者を求めています（P:鉄道/PJ:鉄道）。 |